# 静岡ガスエネルギー
静岡ガスエネルギー株式会社（しずおかガスエネルギー）は、静岡県静岡市駿河区に本社を置くLPガス事業者である。静岡ガスの子会社。
昭和36年8月に「静岡液化ガス」として創立され、平成10年4月に現社名に変更した。

## 事業所
- 中部支店 - 静岡市駿河区池田50-5
  - 静岡営業所 - 静岡市駿河区池田50-5
  - 清水サービスステーション - 静岡市清水区江尻台町22-51

- 西部支店 - 静岡県掛川市城西1丁目13-16
  - 掛川営業所 - 静岡県掛川市城西1丁目13-16
  - 藤枝営業所 - 静岡県藤枝市小石川町1丁目2-1
  - 榛南営業所 - 静岡県榛原郡吉田町住吉4292-2
  - 浜松営業所 - 静岡県浜松市中央区天王町1122-1

- 東部支店 - 静岡県沼津市大塚3-37
  - 沼津営業所 - 静岡県沼津市大塚3-37
  - 三島営業所 - 静岡県三島市平成台35
  - 伊豆営業所 - 静岡県伊豆の国市吉田374-4
  - 富士・富士宮営業所 - 静岡県富士宮市錦町2-23
  - 御殿場サービスステーション - 静岡県御殿場市富士見原3-7
  - 富士川サービスステーション - 静岡県静岡市清水区蒲原5011-6
- 湯河原サービスステーション - 神奈川県足柄下郡湯河原町土肥1-13-11

## 関係会社
- 静岡ガス